# Vườn quốc gia Keibul Lamjao
Vườn quốc gia Keibul Lamjao là một vườn quốc gia thuộc quận Bishnupur của bang Manipur ở Ấn Độ. Nó có diện tích 40 km², là công viên bảo tồn nổi duy nhất trên thế giới, nằm ở Đông Bắc Ấn Độ, và là một phần không thể thiếu của hồ Loktak.
Vườn quốc gia được đặc trưng bởi nhiều vật liệu thực vật phân hủy nổi địa phương gọi là phumdis. Để bảo tồn nơi ẩn náu tự nhiên của hươu nai đang bị đe dọa tuyệt chủng hoặc nai cà tông (Cervus eldi eldi), hay còn gọi là hươu nhảy, được IUCN liệt kê là một loài có nguy cơ tuyệt chủng., sau đó đã được tuyên bố là một công viên quốc gia vào năm 1977 thông qua một thông báo. Đạo luật đã tạo ra sự hỗ trợ của địa phương và nhận thức cộng đồng.